# Liste der Feldmarschälle des Russischen Reiches
Die nachstehenden 53 Offiziere der Kaiserlich Russischen Armee waren Feldmarschälle des Russischen Reiches (offiziell General-Feldmarschälle) und gehörten den russischen Streitkräften an. Weiterhin erhielten zehn Ausländer den Ehrentitel Feldmarschall verliehen.
Nach der Oktoberrevolution von 1917, in der Roten bzw. Sowjetischen Armee, gab es den Rang eines (General-)Feldmarschalls nicht mehr, sondern ab 1935 verschiedene andere Marschallsränge. Die Marschälle der Sowjetunion sowie die Hauptmarschälle der Waffengattungen der Sowjetischen Streitkräfte sind in der Liste der Marschälle der Sowjetunion aufgeführt. Bei den Russischen Streitkräften seit 1992 ist der höchste Dienstgrad und einzige Marschallsrang der Marschall der Russischen Föderation. Er wurde bislang nur einmal verliehen: 1997 an den Verteidigungsminister Igor Sergejew (1938–2006). Porträts der Feldmarschälle sind in der Eremitage (Winterpalast) in Sankt Petersburg ausgestellt.

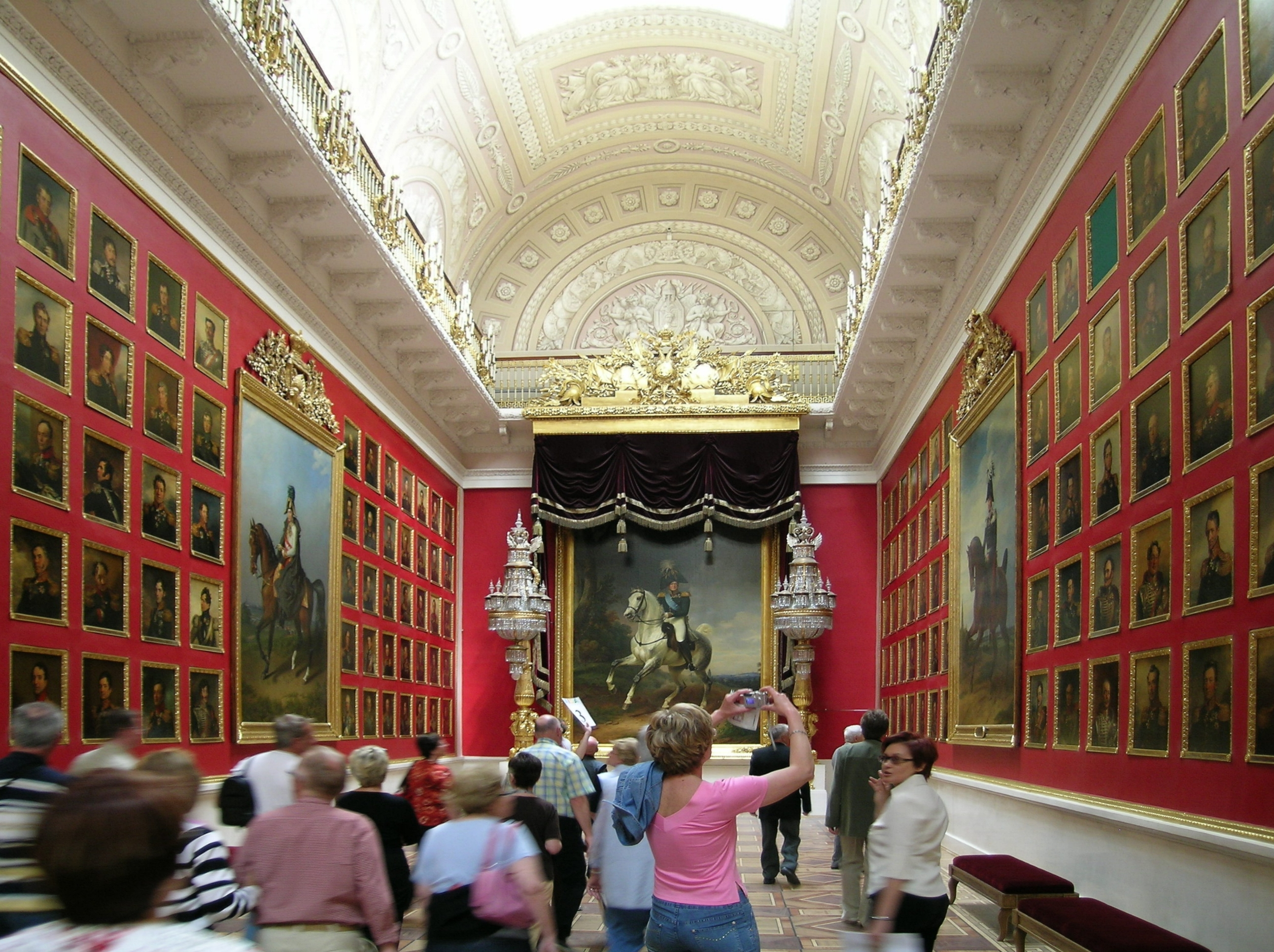
Ruhmeshalle der russischen Feldmarschälle im Winterpalast

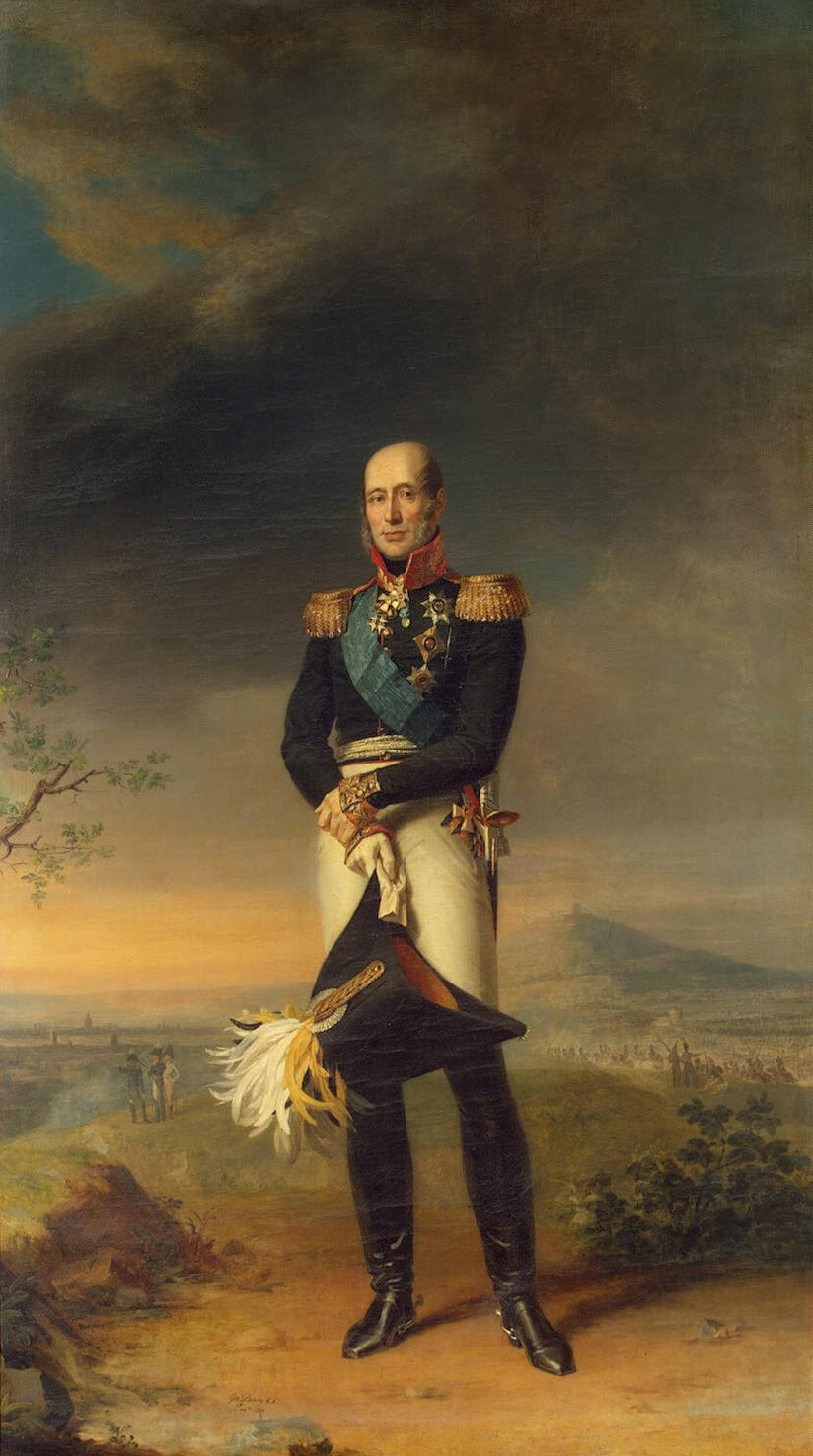
Feldmarschall Barclay de Tolly

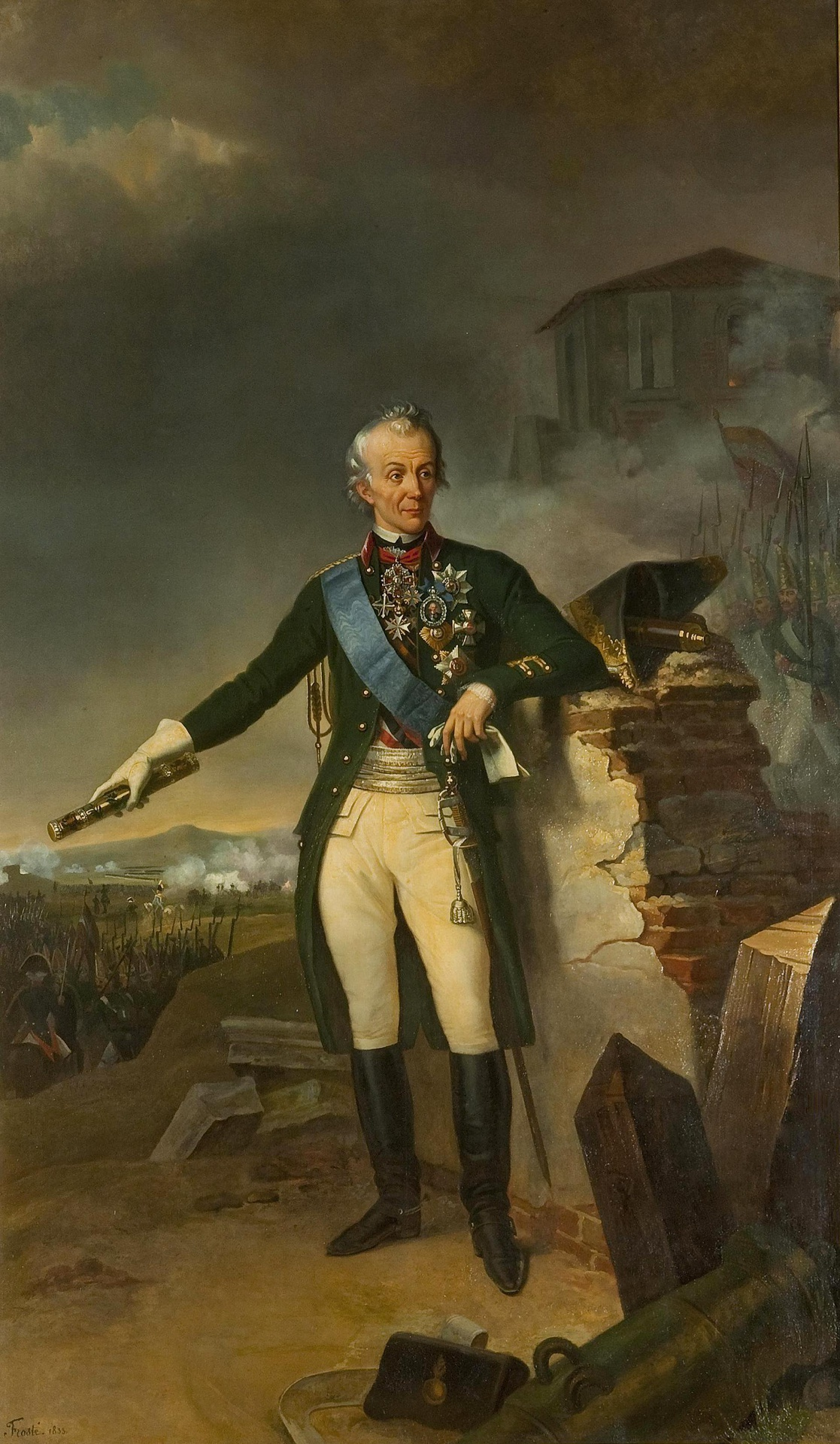
Feldmarschall Alexander Wassiljewitsch Suworow

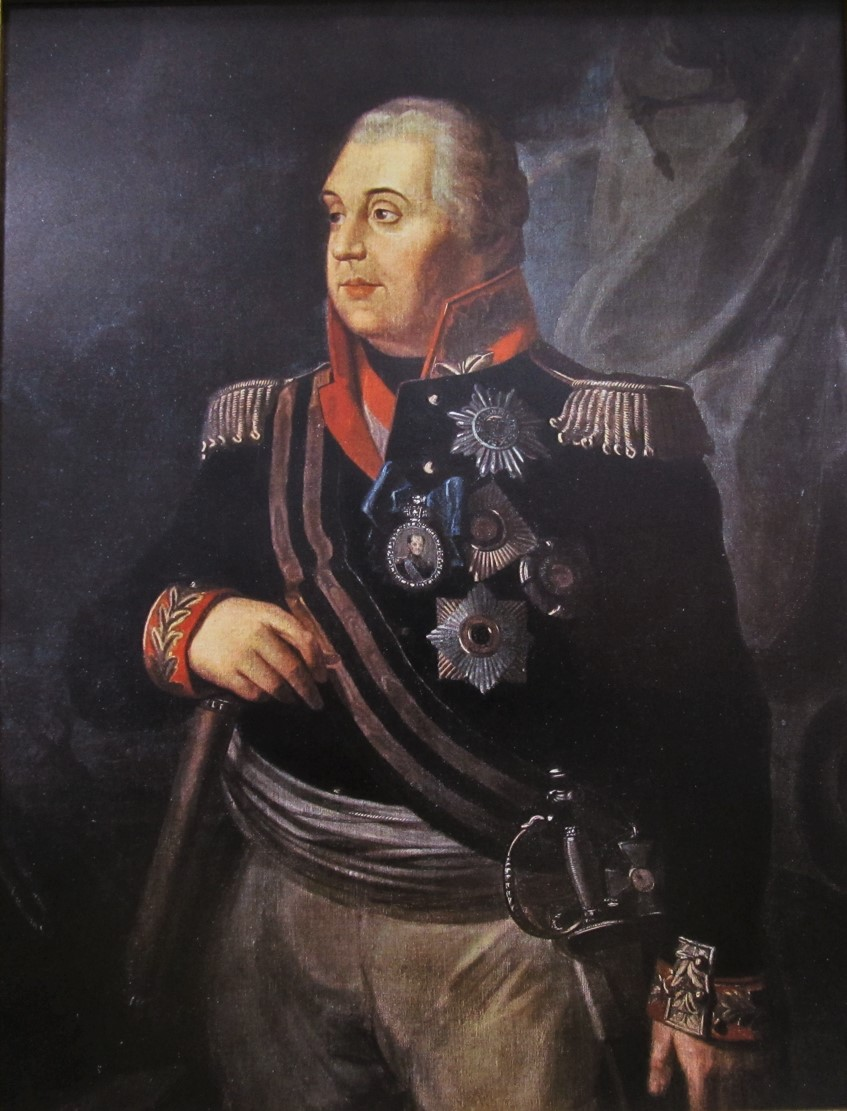
Feldmarschall Michail Kutusow

| Jahr | Name                                                       | Daten     |
| ---- | ---------------------------------------------------------- | --------- |
| 1700 | Graf Fjodor Alexejewitsch Golowin                          | 1650–1706 |
| 1700 | Herzog Charles Eugène de Croÿ                              | 1651–1702 |
| 1701 | Graf Boris Scheremetew                                     | 1652–1719 |
| 1709 | Fürst Alexander Menschikow                                 | 1673–1729 |
| 1725 | Fürst Anikita Repnin                                       | 1668–1726 |
| 1725 | Fürst Michail Michailowitsch Golizyn (der Ältere)          | 1675–1730 |
| 1726 | Graf Jacob Bruce                                           | 1670–1735 |
| 1726 | Jan Sapieha                                                | ?–1730    |
| 1728 | Fürst Iwan Trubezkoi                                       | 1667–1750 |
| 1728 | Fürst Wassili Dolgorukow                                   | 1667–1746 |
| 1732 | Graf Burkhard von Münnich                                  | 1683–1767 |
| 1736 | Graf Peter von Lacy                                        | 1678–1751 |
| 1742 | Fürst Ludwig Gruno von Hessen-Homburg                      | 1705–1745 |
| 1756 | Stepan Apraxin                                             | 1702–1758 |
| 1756 | Graf Alexander Buturlin                                    | 1694–1767 |
| 1756 | Graf Alexei Rasumowski                                     | 1709–1771 |
| 1756 | Graf Nikita Trubezkoi                                      | 1699–1767 |
| 1759 | Graf Pjotr Saltykow                                        | 1698–1772 |
| 1761 | Graf Alexander Schuwalow                                   | 1710–1771 |
| 1761 | Graf Pjotr Schuwalow                                       | 1711–1762 |
| 1762 | Graf Alexei Bestuschew-Rjumin                              | 1693–1766 |
| 1762 | Herzog Peter August von Schleswig-Holstein-Sonderburg-Beck | 1697–1775 |
| 1762 | Herzog Georg Ludwig von Schleswig-Holstein-Gottorf         | 1719–1763 |
| 1764 | Graf Kirill Rasumowski                                     | 1728–1803 |
| 1769 | Fürst Alexander Golizyn                                    | 1718–1783 |
| 1770 | Graf Pjotr Rumjanzew-Sadunaiski                            | 1725–1796 |
| 1773 | Graf Sachar Tschernyschow                                  | 1722–1784 |
| 1784 | Fürst Grigori Potjomkin                                    | 1739–1791 |
| 1794 | Fürst Alexander Suworow                                    | 1730–1800 |
| 1796 | Graf Iwan Saltykow                                         | 1730–1805 |
| 1796 | Fürst Nikolai Repnin                                       | 1734–1801 |
| 1796 | Fürst Nikolai Saltykow                                     | 1736–1816 |
| 1796 | Fürst Iwan Tschernyschow                                   | 1726–1797 |
| 1797 | Graf Johann-Martin von Elmpt                               | 1725–1802 |
| 1797 | Graf Michail Kamenski                                      | 1738–1809 |
| 1797 | Graf Walentin Mussin-Puschkin                              | 1735–1804 |
| 1797 | Herzog Victor-François de Broglie                          | 1718–1804 |
| 1807 | Graf Iwan Gudowitsch                                       | 1741–1820 |
| 1807 | Fürst Alexander Prosorowski                                | 1732–1809 |
| 1812 | Fürst Michail Kutusow                                      | 1745–1813 |
| 1814 | Fürst Michael Barclay de Tolly                             | 1761–1818 |
| 1826 | Fürst Fabian Gottlieb von Osten-Sacken                     | 1752–1837 |
| 1826 | Fürst Peter zu Sayn-Wittgenstein                           | 1769–1843 |
| 1829 | Fürst Iwan Paskewitsch                                     | 1782–1856 |
| 1829 | Graf Hans Karl von Diebitsch-Sabalkanski                   | 1785–1831 |
| 1843 | Fürst Pjotr Wolkonski                                      | 1776–1852 |
| 1856 | Fürst Michail Woronzow                                     | 1782–1856 |
| 1859 | Fürst Alexander Barjatinski                                | 1815–1879 |
| 1865 | Graf Friedrich Wilhelm Berg                                | 1794–1874 |
| 1878 | Großfürst Nikolai Nikolajewitsch Romanow                   | 1831–1891 |
| 1878 | Großfürst Michael Nikolajewitsch Romanow                   | 1832–1909 |
| 1894 | Graf Joseph Wladimirowitsch Gurko                          | 1828–1901 |
| 1898 | Graf Dmitri Miljutin                                       | 1816–1912 |

Der militärische Rang eines russischen Feldmarschalls wurde auch den nachstehenden ausländischen Personen verliehen. Die Übertragung erfolgte in diesen Fällen rein ehrenhalber; diese Personen hatten zu keiner Zeit als aktive Soldaten in den russischen Streitkräften gedient.
| Jahr | Name                                                                 | Daten     |
| ---- | -------------------------------------------------------------------- | --------- |
| 1761 | Friedrich Karl Ludwig, Herzog von Schleswig-Holstein-Sonderburg-Beck | 1757–1816 |
| 1774 | Louis IX., Landgraf von Hessen-Darmstadt                             | 1719–1790 |
| 1818 | Arthur Wellesley, 1. Duke of Wellington                              | 1769–1852 |
| 1837 | Erzherzog Johann von Österreich                                      | 1782–1859 |
| 1849 | Joseph Radetzky von Radetz                                           | 1766–1858 |
| 1872 | Helmuth von Moltke                                                   | 1800–1891 |
| 1872 | Erzherzog Albrecht von Österreich                                    | 1817–1895 |
| 1872 | Friedrich Wilhelm von Preußen                                        | 1831–1888 |
| 1888 | Wilhelm II von Preußen                                               | 1859–1941 |
| 1910 | König Nikola I. von Montenegro                                       | 1841–1921 |
| 1912 | König Karl I. von Rumänien                                           | 1839–1914 |

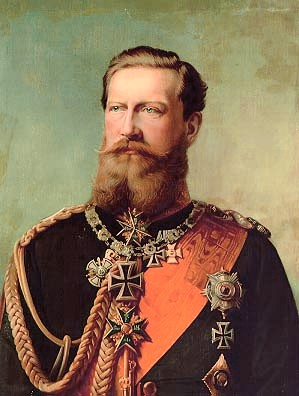
Mit dem Titel eines russischen Feldmarschalls: Friedrich Wilhelm von Preußen

Der höchste Rang in der Kaiserlich Russischen Marine war der des Generaladmirals, welcher dem Feldmarschall gleichgestellt war. Er wurde nur relativ selten verliehen:
| Jahr | Name                                                | Daten     |
| ---- | --------------------------------------------------- | --------- |
| 1708 | Graf Fjodor Metwejewitsch Apraxin                   | 1661–1728 |
| 1740 | Graf Johann Friedrich Ostermann                     | 1686–1747 |
| 1756 | Fürst Michail Golizyn der Jüngere                   | 1684–1764 |
| 1762 | Großfürst Pawel Petrowitsch Romanow (später Kaiser) | 1754–1801 |
| 1831 | Großfürst Konstantin Nikolajewitsch Romanow         | 1827–1892 |
| 1883 | Großfürst Alexei Alexandrowitsch Romanow            | 1850–1908 |

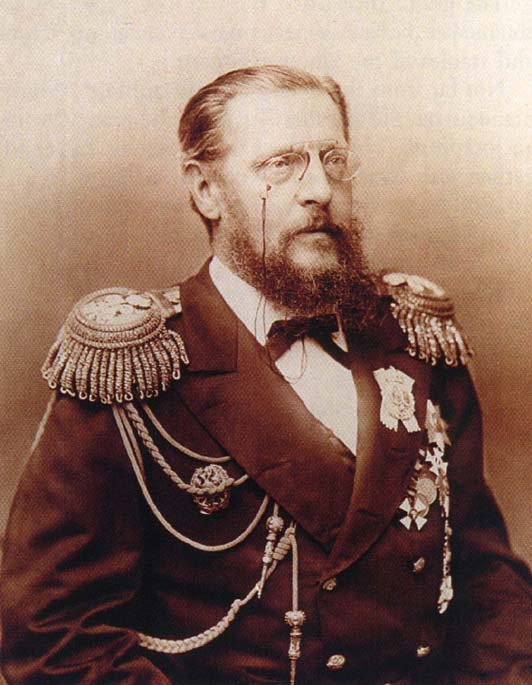
Großfürst Konstantin Nikolajewitsch

Teilweise werden zu den Generaladmiralen auch gerechnet:
- François Le Fort (1656–1699), ab 1695 ebenfalls General-Admiral genannt; umstritten ist, ob es sich dabei um eine Dienststellung statt eines Dientranges gehandelt hat
- Fjodor Golowin, als erster russischer General-Feldmarschall ab 1700 zugleich General-Admiral der Flotte
- Iwan Tschernyschow, ab 1796 General-Feldmarschall der Flotte